# フークオック・リッジバック・ドッグ

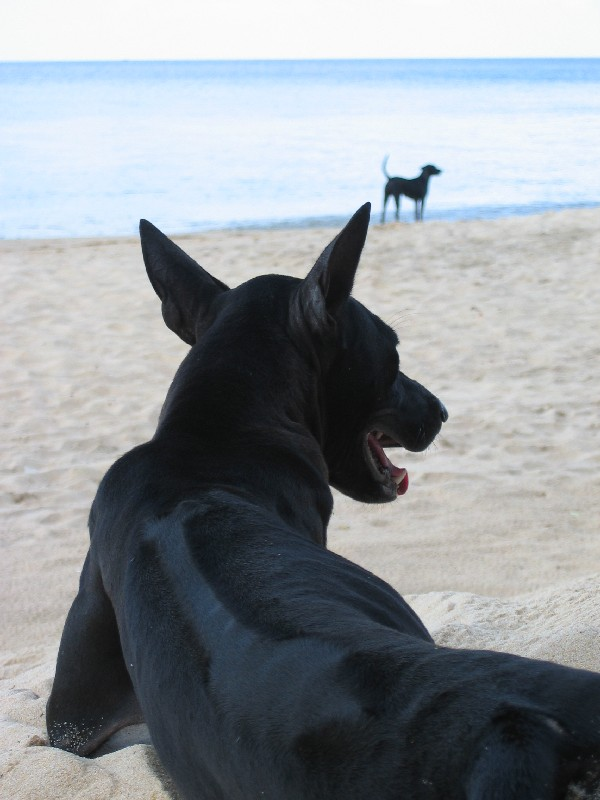

フークォック・リジバック・ドッグ（英：Phu Quoc Ridgeback Dog）とは、ベトナムのフーコック島原産の犬種である。単にフークォック犬とも呼ばれる希少種である。
タイ王国原産のタイ・リッジバック・ドッグの親せき種である。

## 歴史
タイ・リッジバック・ドッグと同じく、ディンゴに近い犬種である。はっきりした生い立ちは分かっていないが、フークォック犬は離島の中で何千年も純血を守ってきた、タイ・リッジバック・ドッグとは別の犬種である。第二次世界大戦の際にはやむなく食用にされ、戦後他地域から来た犬との雑交によって絶滅寸前になってしまった。
かつてタイ・リッジバック・ドッグとの違いが明確ではないため亜種としてそれと交配してしまうという案が出されたが、フークォック犬の愛好家やフーコック島の住民は猛反対し、統合による消滅を免れた。その案が出されてからはよりいっそうフークォック犬の保護活動が盛んになり、島では保護センターも設立された。また、ベトナム本土では近年フークォック犬に関心が高まり、ペットとして飼育されるものも出てきたという。将来的には頭数が安定したらFCIへの公認犬種化の申請も行われる予定である。
島では大切に飼育されていて、猟犬や番犬、ペットとして飼育されている。多くは首輪を紐で繋がず、自由に家や遊び場に行き来が出来るように飼育されていて、あまり主人以外の人に対しても警戒心を持たない。番犬として飼われているものは吠えて主人に来客を知らせるが、決して侵入者を追い払おうとして吠えているのではなく遊んで欲しいために吠えていると近年の調査で判明した。猟犬としては身体能力が高く忠実なためかつてはパックで獲物を追っていた。現在はあまり狩猟自体が行われないので猟犬として使われる事は少なくなりつつある。しかし、現在でも浅瀬でカニや魚を取る事も得意である。ペットとしては人懐こく丈夫で管理がしやすいため、飼育がしやすい。

## 特徴
タイ・リッジバックはスムースコートであるが、フークォック犬は日本犬のようなショートコートである。長い脚で指の間に水かきがあり、泳ぐ事も得意である。舌には舌斑と呼ばれる紫黒い模様があるものもいる。尾の基底部は三角形で、その毛先は黒い。うなじから尾の付け根にかけて一筋のリッジバックがあるが、タイ・リッジバックとは違って型にバリエーションは無く、矢印型のみである。大き目の立ち耳で垂れ尾、毛色はレット、ホワイト、ブリンドルなど。性格は温和で忠実である。

## 参考
- 『デズモンド・モリスの犬種事典』（誠文堂新光社）デズモンド・モリス著書、福山英也、大木卓訳 誠文堂新光社、2007年
- 『翼の王国 2008年12月号』（全日本空輸グループ機内誌）